# Martti Soutkari
Martti Soutkari (pseudonym som musiker Martti LeThargie) född 17 januari 1958 Helsingfors, är sångare och gitarrist i postpunkbandet Blago Bung . Han skrev även texten till New Bondages första singel "Shocked & defeated" och gav ut eget material som soloartist.
Under sitt riktiga namn Martti Soutkari är han verksam som poet och översättare från svenska till finska och från finska till svenska. Soutkari ingick i den litterära grupperingen Malmöligan. Han är son till språkforskaren Pentti Soutkari.

## Diskografi

### Martti LeThargie
- 1979 – Head Expansion (singel)
- 1979 – Punk är trevligt – Jazz är farligt (samlingsplatta/"Hemlighet" och "Onaturlig ondska")

### Blago Bung
- 1981 – Kärlek & Döden (MP)
- 1981 – Heartwork Live Klubb 2000 (samlingsplatta/"Så sent som i går")